# Lophanthera
Lophanthera es un género con cinco especies de plantas con flores  perteneciente a la familia Malpighiaceae. Es originario de América. El género fue descrito por A.Juss.  y publicado en  Annales des Sciences Naturelles, Botanique  ser, 2 13: 328, en el año 1840.  La especie tipo es Lophanthera kunthiana A.Juss.

## Descripción
Son arbustos o árboles; con estípulas intrapeciolares,  persistentes sobre el pecíolo. Las inflorescencias son terminales , a menudo , en forma de un racimo ramificado. Los pétalos de color amarillo, rosado o blanco, enteros o denticulados. El número de cromosomas : n = 6 ( R. W. Anderson , 1993).

## Distribución y hábitat
Cinco especies, una en Costa Rica, las otras cuatro en la Amazonía de América del Sur. Todas las especies crecen a lo largo de los ríos en los bosques de arena húmeda o en lugares abiertos cerca de los ríos, y los cocos son muy probablemente dispersadas por el agua. De hecho, en la única especie generalizada, L. longifolia, la mitad del volumen de cada coco está lleno de aerénquima, sin duda una adaptación para la flotación.

## Etimología
El nombre del género viene de la palabra griega (lophos) que significa cresta  y la palabra latina para la antera (anthera) , de la palabra griega para la flor (antheros). Se refiere a las alas longitudinales que se encuentran en los lóculos exteriores de cada antera.

## Especies
- Lophanthera hammelii W.R.Anderson
- Lophanthera lactescens Ducke
- Lophanthera longifolia (H.B.K.) Griseb.
- Lophanthera pendula Ducke
- Lophanthera spruceana Nied.